# Die Truppenaushebung
Die Truppenaushebung ist eine fragmentarische Prosastudie von Franz Kafka, die 1920 entstand und 1931 postum veröffentlicht wurde.

## Inhalt
Wegen der endlosen Grenzkämpfe sind oft Truppenaushebungen notwendig. Ein junger Adeliger geht mit einigen Soldaten dazu in jedes Haus. Sämtliche Hausbewohner müssen anwesend sein. Manchmal fehlt eine Person „immer sind es nur Männer“. Immer wird der Mann gefunden und vom Adeligen ausgepeitscht.
Es gibt aber auch den Fall, dass sich fremde Frauen oder Mädchen zur Truppenaushebung in andere Häuser drängen. Sie werden von ihrer Umgebung vielfach dazu ermuntert, aber der Adelige wählt sie nie aus und mit einem Faustschlag der Soldaten werden sie davongejagt und sie empfinden eine tiefe Scham.
Falls ein fremder Mann in einem Haus vorgefunden wird, kann er selbstverständlich auch niemals erwarten, von der Aushebung mit erfasst zu werden.

## Textanalyse
Durch das Fehlen einer Einleitung und mit dem offenen Schluss kann dieses Prosastück als Kurzgeschichte bezeichnet werden.
Die Erzählperspektive ist nicht personifiziert. Die Darstellung ist zunächst nüchtern und der Leser wird sofort ohne nähere Erläuterungen in die Konditionen der Truppenaushebung einbezogen. Es geht dabei nie um den künftigen Kampfeinsatz.
Ein als körperlich schwächlich beschriebener Adeliger mit unumschränkter Macht wählt Untergebene aus, weist andere zurück und bestraft Übertretungen. Der Adelige tritt dabei kaum in direkten Kontakt mit anderen und wird als dekadent empfunden in seiner abgehobenen Art. Das Kriterium für die Auswahl scheint ausschließlich das Antreffen der Untergebenen in dem richtigen, also ihrem eigenen Wohnhaus, zu sein.
In dieser Kurzgeschichte werden keine surrealen Vorgänge beschrieben, und doch sind die Abläufe kryptisch. Statt der ordnungsgemäß auszuhebenden Truppenmitglieder, von denen nicht berichtet wird, werden die drei Kategorien von Personen beschrieben, die die Aushebung stören.
Die Situation der Frauen wird dabei ausführlicher, ja fast beschwörend beschrieben. Die fremde Aushebung gewinnt regelrecht Macht über sie, sie werden im fremden Haus begeistert empfangen, über sie heißt es: „und legt sie jemandem die Hand auf den Kopf, ist es mehr als der Segen des Vaters“. Es wird nicht thematisiert, was die Frauen bei der Truppe denn eigentlich für sich erwarten. Wollen sie zur kämpfenden Armee, wollen sie zum Marketenderdienst? Da sie abgewiesen werden, empfinden sie darüber „eine Scham, wie sie vielleicht unsere Frauen niemals sonst fühlen“. Was ist das Wesen dieser Scham und was bedeutet sie für das weitere Leben der Frauen? Will Kafka hier auf die Ausgrenzung der Frauen aus dem (damaligen) öffentlichen Leben hinweisen?
Nie wird bei der Aushebung die erforderliche Eignung für den Kriegseinsatz an der Grenze thematisiert. Es ist vielmehr eine Art „Personenstandserhebung“. Ein Infragestellen oder Aufbegehren gegen die Entscheidung oder gegen die Strafen ist nicht denkbar.
Die Unnahbarkeit des Gesetzes ist in der Truppenaushebung ins Extreme gesteigert. Nicht nur Bitten um Erleichterung werden abgelehnt, sondern sogar das höchste Opfer des Menschen, die Hingabe seiner Selbst. Ausdrücklich: Das fremde Mädchen handelt nicht in Eigenliebe oder Hoffnung vom Adeligen beachtet zu werden, sie war rein in jeder Hinsicht. Aber: Der Adelige blickt ja überhaupt niemanden an, der Mensch als freies Wesen existiert für ihn überhaupt nicht. Deshalb auch das Schamgefühl, es ist die grenzenlose Scham, dass ihre Bereitschaft für Nichts geachtet wurde. Wissen um Schuld könnte sie wieder aufrichten, könnte Sühne ermöglichen. Und zur Sühne ist sie ja grenzenlos bereit. Aber was hier geschieht, steht jenseits von Schuld und Sühne: Nicht weil sie einer falschen Stimme gefolgt ist, wird sie verjagt, sondern weil überhaupt keine Stimme mehr da ist, die zum Menschen noch spricht. Es finden lediglich Massenaushebungen statt, die jedes verantwortliche Selbst ausschalten und sogar die Betroffenen noch zwingen, selbst die Peitsche dem Strafenden zu reichen.

## Bezug zu anderen Werken Kafkas
Das Prosafragment ist in Zusammenhang mit den Stücken Eine kaiserliche Botschaft, Beim Bau der Chinesischen Mauer und Die Abweisung zu sehen. Es entstand unter dem Einfluss von Kafkas Beschäftigung mit asiatischer Kulturgeschichte und tibetanischen Reisebeschreibungen. Es geht hierbei um die gesellschaftliche Einbindung des Individuums und seine Unterordnung unter das Diktat eines Machtapparates mit einer geheimnisvoll wirkenden Adelskaste.

## Ausgaben
- Franz Kafka. Sämtliche Erzählungen. Herausgegeben von Paul Raabe, Fischer Taschenbuchverlag, Frankfurt am Main, ISBN 3-596-21078-X.
- Franz Kafka. Nachgelassene Schriften und Fragmente 2. Herausgegeben von Jost Schillemeit, Fischer, Frankfurt am Main, 1992, S. 273–277.

## Sekundärliteratur
- Peter-André Alt: Franz Kafka: Der ewige Sohn. Eine Biographie. C.H. Beck, München 2005.
- Manfred Engel: Kafka und die moderne Welt. In: Manfred Engel, Bernd Auerochs (Hrsg.): Kafka-Handbuch. Leben – Werk – Wirkung. Stuttgart, Weimar 2010, ISBN 978-3-476-02167-0, S. 498–515, bes. 505–507.